# 러브 인 아시아
러브 인 아시아(Love in Asia)는 2005년 11월 5일부터 2015년 2월 22일까지 방송되었던 시사교양 프로그램이다.

## 기획 의도
국제 결혼으로 인해 이주 외국인들의 대한민국 생활을 통해 다양성을 인정하고자 하는 취지로 기획하는 시사교양 프로그램이다.

## 방송 시간
| 방송 채널 | 방송 기간                         | 방송 시간                            |
| --------- | --------------------------------- | ------------------------------------ |
| KBS 1TV   | 2005년 11월 5일 ~ 2007년 4월 28일 | 매주 토요일 오후 5시 10분 ~ 6시      |
| KBS 1TV   | 2007년 5월 3일 ~ 2008년 3월 27일  | 매주 목요일 저녁 7시 30분 ~ 8시 25분 |
| KBS 1TV   | 2008년 4월 1일 ~ 2014년 12월 30일 | 매주 화요일 저녁 7시 30분 ~ 8시 25분 |
| KBS 1TV   | 2015년 1월 4일 ~ 2015년 2월 22일  | 매주 일요일 오전 11시 ~ 12시         |

## 진행자
| 기수 | 진행자               | 진행 기간                          |
| ---- | -------------------- | ---------------------------------- |
| 1기  | 신영일 양미경 표인봉 | 2005년 11월 5일 ~ 2006년 12월 30일 |
| 2기  | 신영일 김나운 표인봉 | 2007년 1월 6일 ~ 2007년 1월 13일   |
| 3기  | 신영일 박미선 표인봉 | 2007년 1월 20일 ~ 2007년 11월 8일  |
| 4기  | 이형걸 박미선 표인봉 | 2007년 11월 15일 ~ 2008년 4월 29일 |
| 5기  | 이형걸 박미선        | 2008년 5월 13일 ~ 2008년 11월 11일 |
| 6기  | 이형걸 이선영        | 2008년 11월 18일 ~ 2010년 5월 11일 |
| 7기  | 김기만 백정원        | 2010년 5월 18일 ~ 2011년 5월 3일   |
| 8기  | 윤인구 백정원        | 2011년 5월 10일 ~ 2013년 4월 2일   |
| 9기  | 오언종 백정원        | 2013년 4월 9일 ~ 2013년 10월 15일  |
| 10기 | 김홍성 백정원        | 2013년 10월 22일 ~ 2014년 4월 1일  |
| 11기 | 김재홍 박주아        | 2014년 4월 8일 ~ 2015년 2월 22일   |

## 도서
- 《가족애탄생》 : 순정아이북스, 2008년 9월 8일 출간. ISBN 9788992337151

## 수상 경력
- 2006년 남녀 평등상 최우수 작품상
- 2009년 제2회 세계인의 날 국무총리상[1]
- 2009년 방송통신위원회 문화다양성 프로그램상
- 2009년 제21회 아산상 특별상[2]
- 2009년 제36회 한국방송대상 특수대상부문 작품상

## 같이 보기
- 다문화가정